# Hendrik Schoeman
Pour les articles homonymes, voir Schoeman.
Hendrik Stephanus Johan Schoeman, né le 11 juin 1927 à Witklip, Delmas, province du Transvaal en Afrique du Sud et mort le 12 février 1995 à Delmas, est un fermier et un homme politique d'Afrique du Sud, membre du parti national, membre du parlement pour la circonscription de Standerton (1966-1974) et Delmas (1974-1986), ministre-adjoint de l'Agriculture (1968-1972) puis ministre de l'Agriculture (1972-1980) dans les gouvernements de John Vorster et Pieter Botha, de l'Agriculture et de la pêche (1980) et enfin ministre des Transports (1980-1986) dans le gouvernement de Pieter Botha.

## Biographie
Ancien étudiant en agriculture de l'université de Pretoria (1945), Hendrik Schoeman hérite de la ferme familiale qu'il fait agrandir sur 5 districts et prospérer.
Il est élu au parlement en 1966 à Standerton au siège autrefois occupé par Jan Smuts. Il entre au gouvernement de John Vorster en 1968 en tant que ministre adjoint à l'agriculture avant d'être promu ministre de l'agriculture.
De 1980 à 1986, Hendrik Schoeman est ministre des transports. À ce titre, il fait procéder à la déségrégation des moyens de transports dans les chemins de fer. Il assure l'intérim de la présidence sud-africaine en 1986 lors du déplacement en France du Président Pieter Botha.
Personnalité populaire et apprécié de ses collègues, il se retire provisoirement de la vie politique en novembre 1986 pour se consacrer à sa femme tombée gravement malade.
En mars 1989, Hendrik Schoeman est nommé président du comité des finances du parti national du Transvaal. Il songe à revenir dans la vie politique nationale mais des problèmes de santé au niveau pulmonaire l'obligent à ajourner ses projets. Sa dernière déclaration publique est d'avoir mentionné avoir voté pour le parti national et le président Frederik de Klerk lors des élections d'avril 1994.
Confronté à de graves problèmes de santé (emphysème et bronchospasme), Hendrik Schoeman se suicide par arme à feu sur les terres de sa ferme le 12 février 1995. Il avait 68 ans.

## Vie privée
Marié, Hendrik Schoeman est père de 3 fils et d'une fille. L'un de ses fils, Christiaan, est mort lors d'une fusillade alors qu'il était encore adolescent.

## Sources
- (af) Nécrologie, Die Burger, 13 février 1995